# انتقام (فیلم ۲۰۰۲)
انتقام (لهستانی: Zemsta) یک فیلم کمدی به کارگردانی آندری وایدا است که در سال ۲۰۰۲ منتشر شد.
فیلم‌نامهٔ این فیلم بر پایهٔ یک نمایش‌نامهٔ کمدی به همین نام، اثرِ شاعر و نمایش‌نامه‌نویس مشهور لهستانی الکساندر فردرو نگاشته شده‌است. انتقام نامزد دریافت جایزهٔ دلفین طلایی جشنواره بین‌المللی فیلم فستوریا شد. این فیلم همچنین هشت نامزدی برای دریافت جایزه عقاب در بخش‌های زیر دریافت کرد: بهترین کارگردان، بهترین بازیگر مرد ( یانوش گایوس)، بهترین بازیگر زن (کاتاژینا فیگورا)، بهترین بازیگر مرد مکمل (دانیل اولبریخسکی)، بهترین بازیگر زن مکمل (آگاتا بوزک)، بهترین موسیقی (وویچیخ کیلار) و بهترین تدوین (واندا زمان). 

## بازیگران
- رومن پولانسکی
- یانوش گایوس
- آندژی سورین
- کاتاژینا فیگورا
- دانیل اولبریخسکی
- آگاتا بوزک
- رافائو کرولیکوفسکی
- سزاری ژاک
- ماگدالنا اسمالارا
- لخ دیبلیک
- یژی نوواک
- والدمار چیشاک
- گراژینا ژیلینسکا
- تادئوش وویتیخ
- کاژیمیش مازور